# Skryhiczyn
Skryhiczyn – wieś w Polsce położona w województwie lubelskim, w powiecie chełmskim, w gminie Dubienka. Leży przy drodze wojewódzkiej nr  zwanej nadbużańską.
W latach 1954–1961 wieś należała i była siedzibą władz gromady Skryhiczyn, po jej zniesieniu leżała w gromadzie Dubienka. W latach 1975–1998 miejscowość administracyjnie należała do ówczesnego województwa chełmskiego.
Wieś stanowi sołectwo. Według Narodowego Spisu Powszechnego Ludności i Mieszkań (III 2011 roku) miejscowość miała 204 mieszkańców i była czwartą co do wielkości miejscowością gminy Dubienka.
Wierni Kościoła rzymskokatolickiego należą do parafii pod wezwaniem Trójcy Przenajświętszej w Dubience.

## Historia
Skryhiczyn według Słownika geograficznego Królestwa Polskiego to w wieku XIX wieś z folwarkiem nad Bugiem w ówczesnym powiecie hrubieszowskim, gminie Białopole, parafii łacińskiej Horodło i greckiej Dubienka. Wieś  odległa 24 wiorsty od Hrubieszowa. We wsi istnieje jezioro o nazwie Paszkoł. W 1827 roku spisano we wsi 29 domów i 173 mieszkańców. W 1874 roku folwark Skryhiczyn posiadał rozległość  3092 mórg, na które składały się: grunta orne i ogrody w wymiarze 416 mórg, łąki stanowiły 269 mórg, pastwiska 136 mórg. Las stanowił połać 2213 mórg i był nieurządzony. Nieużytki stanowiły 58 mórg. Na gruntach folwarcznych znajdował się 1 budynek murowany i 38 z drewna. Wieś Skryhiczyn posiadała wówczas 44 osady na 635 morgach. Wieś Józefów osad 10 i 80 mórg ziemi.